# KSV Böhlerwerk
Der KSV Böhlerwerk war ein österreichischer Fußballverein, der von Herbst 1946 bis Sommer 2014 in den österreichischen Fußballligen aktiv war. Im Jahre 2014 wurde der Verein mit dem ATUS FC Rosenau zusammengelegt und ist seither unter dem Namen FC Sonntagberg aktiv.

## Geschichte
Der Verein wurde im März 1946 gegründet, damals noch unter dem Namen Red Star Böhlerwerk. Im Herbst 1946 stieg das Team unter der Leitung von Trainer Adolf Hürner in die 2. Klasse Ybbstal ein. Da zu dieser Zeit noch kein geeignetes Spielfeld in Böhlerwerk existierte, wurden die ersten Spiele im Nachbarort Waidhofen/Ybbs ausgetragen.
In den folgenden Jahren wurde dem Verein von der Firma Böhler Ybbstalwerke ein Grundstück in Böhlerwerk zur Verfügung gestellt, worauf eine Sportanlage errichtet werden konnte, die 1957 endgültig fertiggestellt wurde. Während dieser Zeit wurde auch der Name des Vereins auf KSV Böhlerwerk geändert. In der Saison 1973/74 wurde der Verein niederösterreichischer Cupsieger, ein Jahr später schaffte man den Aufstieg in die Regionalliga Ost, die dritthöchste Spielklasse Österreichs. In dieser Liga hielt sich der Verein bis in die Saison 1977/78, in der man als Letztplatzierter abstieg.
Nach 67 Jahren Spielbetrieb wurde im Jahr 2013 aus wirtschaftlichen Gründen beschlossen, die beiden Fußballvereine KSV Böhlerwerk und ATUS FC Rosenau, die beide in der Gemeinde Sonntagberg aktiv waren, zusammenzulegen und unter dem Namen FC Sonntagberg weiterzuführen.

## Sportliche Erfolge
- Niederösterreichischer Cupsieger: 1973/74
- Niederösterreichischer Landesmeister: 1975 (Aufstieg in die Regionalliga-Ost)